# Весёлая ферма (мультфильм)
«Весёлая ферма» (норв. KuToppen, англ. Cattle Hill) — норвежский мультфильм. Мировая премьера состоялась в 2018 году в Норвегии. Выпущенный студией Qvisten Animation.

## Сюжет
Корова по имени Клара живёт в городе и мечтает стать большой звездой. На летние каникулы она приезжает погостить к родителям на ферму. Там она решает прославить ферму став лучшим кулинаром. Вместе с друзьями, местными жителями: бычком — рэпером Гутом, курицей Чикколиной и другими она приступает к работе, хотя кое-кто ей хочет помешать в этом.